# Іштван Хаснош
Іштван Хаснош (угор. István Hasznos, 8 грудня 1924 — 7 травня 1998) — угорський ватерполіст.
Олімпійський чемпіон 1952 року.